# Pluisdraadmosfamilie
De pluisdraadmosfamilie (Amblystegiaceae) is een familie van mossen uit de orde Hypnales. De familie omvat 46 geslachten en 296 soorten.

## Kenmerken
Het is een nogal inconsistente en gevarieerde groep mossen. De planten groeien meestal in losse gazons en hebben zwakke tot onregelmatige takken. De bladeren zijn zeer rijk van vorm. De bladnerf is eenvoudig, sterk of kort en dubbel of afwezig. De bladcellen zijn prosenchymatisch of ruitvormig. De bladvleugels zijn gedifferentieerd.
De sporenkapsel is ovaal tot cilindrisch, de positie rechtop, hellend tot horizontaal. Het peristoom is dubbel, het sporenkapseldeksel is kegelvormig.

## Ecologie
De soorten van de familie groeien meestal op zeer vochtige tot natte locaties zoals moerassen, heidevelden, stromend of stilstaand water.

## Verspreiding
De familie is vooral wijdverspreid in de gematigde en koude zones van de wereld.
In België en Nederland wordt de familie vertegenwoordigd door onder andere het gewoon pluisdraadmos (Amblystegium serpens).

## Taxonomie
De familie Amblystegiaceae omvat de volgende 46 geslachten:
- Acrocladium
- Amblystegiella
- Amblystegium (pluisdraadmos)
- Apterygium
- Callialaria
- Calliergidium
- Calliergon
- Calliergonella
- Campyliadelphus
- Campylidium
- Campylium
- Chrysohypnum
- Conardia
- Cratoneuron (diknerfmos)
- Cratoneuropsis
- Donrichardsia
- Drepanocladus
- Hamatocaulis
- Hygroamblystegium
- Hygrohypnum
- Hypnites
- Koponenia
- Leptodictyum
- Limprichtia
- Loeskypnum
- Ochyraea
- Orthotheciella
- Palustriella
- Platydictya
- Platyhypnum
- Platylomella
- Pseudoamblystegium
- Pseudocalliergon
- Pseudocampylium
- Pseudohygrohypnum
- Richardsiopsis
- Sanionia
- Sarmentypnum
- Sasaokaea
- Sciaromiella
- Sciaromiopsis
- Scorpidium
- Serpoleskea
- Straminergon
- Vittia
- Warnstorfia